# Alida Valli

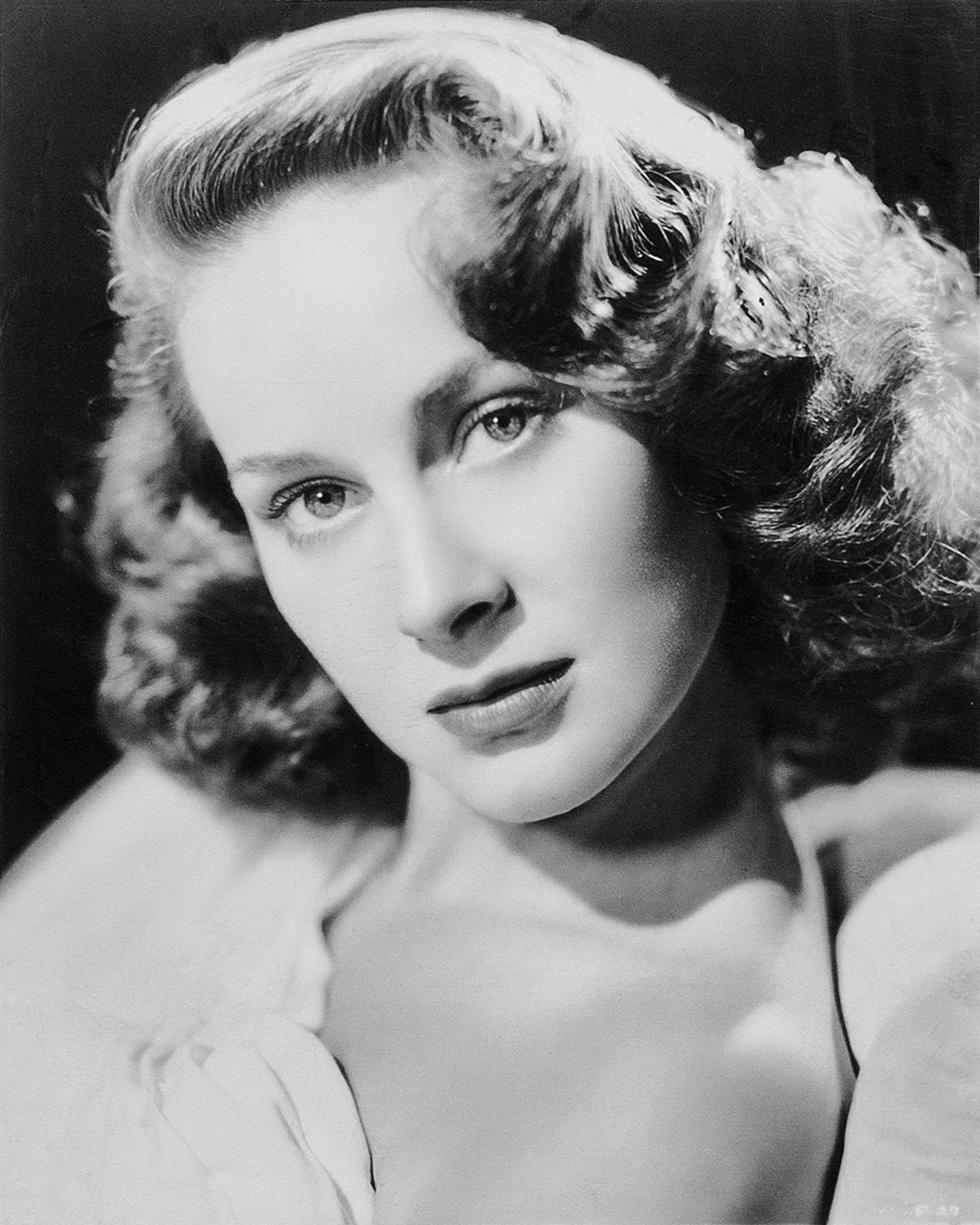
Alida Valli (1947)

Alida Valli (eigentlich Alida Maria Laura Altenburger von Marckenstein und Frauenberg; * 31. Mai 1921 in Pola, Istrien, damals Italien; † 22. April 2006 in Rom) war eine italienische Schauspielerin, die in den 1940er und 1950er Jahren mit Filmen wie Der Fall Paradin (1947), Der dritte Mann (1949), Sehnsucht (1954) und Der Schrei (1957) international bekannt wurde.

## Leben und Wirken
Alida Valli entstammte väterlicherseits einer österreichisch-italienischen Adelsfamilie aus Trient und mütterlicherseits der italienisch-istrianischen Familie della Martina aus der Marine- und Hafenstadt Pola. Ihr Vater, Baron Gino von Altenburger, war Geschichts- und Philosophielehrer am k.k. Staats-Real-Gymnasium bzw. nach 1918 am italienischen Giosuè-Carducci-Gymnasium in Pola. Ihre Mutter, Silvia Oberecker della Martina, besuchte das humanistische k.k. Staats-Real-Gymnasium in Pola und studierte anschließend am Konservatorium in Laibach (Ljubljana); später gab sie Klavierunterricht. Alida Valli besuchte die Dante-Alighieri-Grundschule in Pola. Sie verbrachte ihre Kindheit in Istrien, dem Trentino und Südtirol. Ende der 1920er Jahre zog die Familie nach Como.
Bereits im Alter von 15 Jahren übernahm Valli kleinere Rollen in italienischen Filmen und verwendete von da an ihren Künstlernamen. Ihr Gesicht prägte sich dem Publikum rasch ein, und sie wurde zu einer beliebten Darstellerin. Aufgrund des jugendlichen Rollenfachs, das ihr anfangs zufiel, wurde sie „la Fidanzata d’Italia“ („die Verlobte Italiens“) genannt. Das von ihr in dem Film Stasera niente di nuovo im Jahr 1942 gesungene Lied Ma l’amore no war viele Jahre eines der erfolgreichsten und am häufigsten gespielten populären Lieder in Italien. 1942 fiel Vallis Verlobter Carlo Cugnasca als Pilot in Libyen. 1943 wirkte sie neben Beniamino Gigli in der deutsch-italienischen Koproduktion Lache Bajazzo nach der Oper von Ruggiero Leoncavallo mit. Das faschistische Regime Italiens versuchte, beliebte Schauspieler zu Propagandazwecken einzuspannen, doch lehnte Valli dies ab und verzichtete vorübergehend auf Filmrollen.
Im Jahr 1944 heiratete Valli den Jazzmusiker Oscar de Mejo, mit dem sie zwei Söhne hatte. Nach dem Krieg nahm sie die Filmarbeit wieder auf und drehte Zu neuem Leben (1945). In Eugénie Grandet (1946) nach dem Roman von Honoré de Balzac spielte sie die Hauptrolle und erhielt danach ein Vertragsangebot des Hollywood-Produzenten David O. Selznick, der sie zu einer neuen Greta Garbo aufbauen wollte.

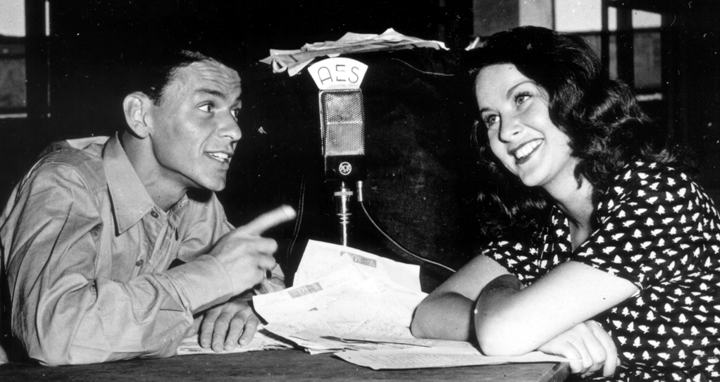
Alida Valli und Frank Sinatra bei einer Radioübertragung (um 1947)

Die Rolle der Magdalena Paradin in Alfred Hitchcocks Der Fall Paradin (1947) sollte zunächst Garbo selbst spielen, doch lehnte sie ab. Daraufhin übernahm Valli den Part. An der Seite von Orson Welles und Joseph Cotten spielte sie 1949 die weibliche Hauptrolle in Carol Reeds Graham-Greene-Verfilmung Der dritte Mann, mit der ihr der internationale Durchbruch gelang. Von Selznick, der in erhebliche finanzielle Schwierigkeiten geraten war, erhielt sie danach jedoch nur noch kleinere Rollen. Valli löste den Vertrag und nahm eine hohe Strafzahlung in Kauf, um nach Europa zurückkehren zu können. Dabei trennte sie sich auch von ihrem Ehemann, der in den USA bleiben wollte und die amerikanische Staatsbürgerschaft annahm. Ihre Söhne nahm Valli mit sich nach Italien.
Im Jahr 1954 drehte sie dort unter der Regie von Luchino Visconti den bis heute als Meisterwerk geltenden Film Sehnsucht – ein Höhepunkt ihrer Karriere. Im selben Jahr wurde sie in einen Skandal im römischen Dolce-Vita-Milieu verwickelt: Eine junge Frau, Wilma Montesi, wurde tot am Strand bei Rom aufgefunden. Unter anderem wurde der Jazzmusiker Piero Piccioni, ein Sohn des damaligen italienischen Außenministers, verdächtigt, für Wilmas Tod verantwortlich zu sein; auch Moritz von Hessen (Maurizio d’Assia), der Sohn der italienischen Königstochter Mafalda von Savoyen, geriet in Verdacht. Piccioni wurde durch eine Aussage Vallis entlastet, die mit ihm befreundet war und zur fraglichen Tatzeit das Wochenende im Haus des Produzenten Carlo Ponti in Amalfi verbrachte. Das Geschehen um den Tod Montesis konnte nie aufgeklärt werden, alle Verdächtigten wurden vom Mordvorwurf freigesprochen. Der Prozess, der Korruption, Drogenkonsum und sexuelle Verstrickungen von Politikern, Adligen und Prominenten ans Licht brachte, dabei aber weitgehend auf fragwürdigen Indizien und Mutmaßungen beruhte, ging in die italienische Mediengeschichte der Nachkriegszeit ein. Der Presserummel inspirierte später den Regisseur Federico Fellini zu seinem Film Das süße Leben. Da Valli einem Hauptverdächtigen ein als fragwürdig empfundenes Alibi verschaffte, wendete sich die öffentliche Meinung vorübergehend gegen sie.
Dennoch konnte Valli ihre Schauspielarbeit fortsetzen, auch am Theater: 1971 spielte sie am Piccolo Teatro in Mailand die Gräfin Geschwitz in Frank Wedekinds Lulu in einer Inszenierung von Patrice Chéreau. Sie trat auch in Stücken von Gabriele D’Annunzio und Henrik Ibsen auf. Mit dem Regisseur Bernardo Bertolucci drehte sie drei Filme. So trat sie 1976 in 1900 neben Vertretern der jungen Schauspielergeneration, Gérard Depardieu, Robert De Niro und Dominique Sanda, in einer Altersrolle auf.
1999 wirkte Valli in dem österreichischen Fernsehfilm Vino Santo – Es lebe die Liebe, es lebe der Wein unter der Regie von Xaver Schwarzenberger mit. Danach war sie noch in einigen italienischen und französischen Fernsehproduktionen zu sehen, zuletzt in dem Film Semana Santa – Die Bruderschaft des Todes (2001). Insgesamt hat sie an mehr als 130 Kino- und Fernsehproduktionen mitgewirkt.
Alida Valli starb am 22. April 2006 in ihrem Haus in Rom im Alter von 84 Jahren. Die offizielle Verabschiedung fand zwei Tage später am Sitz des römischen Senats am Campidoglio (Kapitolsplatz) und in der nahegelegenen Kirche Santa Maria in Aracoeli unter großer öffentlicher Anteilnahme statt. Sie wurde auf dem Campo Verano bestattet.

## Filmografie (Auswahl)

### Kino
- 1936: I due sergenti
- 1937: Il feroce Saladino
- 1937: Sono stato io!
- 1938: Mille lire al mese
- 1938: L’ultima nemica
- 1938: Ma l’amor mio non muore!
- 1938: L’ha fatto una signora
- 1938: La casa del peccato
- 1939: Ballo al castello
- 1939: Assenza ingiustificata
- 1940: Manon Lescaut
- 1940: Taverna rossa
- 1940: La prima donna che passa
- 1940: Oltre l’amore
- 1940: Kleine alte Welt (Piccolo mondo antico)
- 1941: Reifende Mädchen (Ora nove, lezione di chimica)
- 1942: Heimatlos (Le due orfanelle)
- 1942: Stasera niente di nuovo
- 1943: Lache Bajazzo (I pagliacci)
- 1945: Zu neuem Leben (La vita ricomincia)
- 1946: Eugenie Grandet (Eugenia Grandet)
- 1947: Der Fall Paradin (The Paradine Case)
- 1948: Die Glocken von Coaltown (The Miracle of the Bells)
- 1949: Der dritte Mann (The Third Man)
- 1950: Hölle am weißen Turm (The White Tower)
- 1950: Glücksspiel des Lebens (Walk Softly, Stranger)
- 1951: Einmal nur leuchtet die Liebe (Les miracles n’ont lieu qu’une fois)
- 1951: Erotik (Ultimo incontro)
- 1952: Die von der „Liebe“ leben (Il mondo le condanna)
- 1953: Die Liebenden von Toledo (Les amants de Tolède)
- 1953: Wir Frauen (Siamo donne) (eine Episode)
- 1954: Sehnsucht (Senso)
- 1957: Der Schrei (Il grido)
- 1957: Heiße Küste (La diga sul pacifico)
- 1957: Das Leben ist ohne Gnade (La grande strada azzurra)
- 1958: In ihren Augen ist immer Nacht (Les bijoutiers de clair de lune)
- 1958: Der Mann in den kurzen Hosen (L’uomo dai calzoni corti)
- 1959: Gezeichnet: Arsène Lupin (Signé Arsène Lupin)
- 1960: Augen ohne Gesicht (Les yeux sans visage)
- 1960: Opfergang einer Nonne (Le dialogue des Carmélites)
- 1960: Der Gigolo (Le gigolo)
- 1961: Noch nach Jahr und Tag (Une aussi longue absence)
- 1962: Verwirrung (Il disordine)
- 1962: Rendezvous in Madrid (The Happy Thieves)
- 1963: Ophélia
- 1963: Die Kastilier (The Castilian)
- 1967: Edipo Re – Bett der Gewalt (Edipo Re)
- 1970: Pilzgift (L’assassin frappe à l’aube)
- 1970: Die Strategie der Spinne (Strategia del ragno)
- 1972: Oktober in Rimini (La prima notte di quiete)
- 1973: Lisa und der Teufel (Lisa e il diavolo)
- 1973: Tagebuch eines Italieners (Diario di un italiano)
- 1974: Die Macht des Stärkeren (No es nada, Mama, solo un juego)
- 1974: Der Antichrist (L’anticristo)
- 1975: Das Fleisch der Orchidee (La chair de l’orchidée)
- 1975: Der liebe Victor (Ce cher Victor)
- 1975: Der Teuflische (El casa dell escorcismo)
- 1976: 1900 (Novecento)
- 1976: Treffpunkt Todesbrücke (The Cassandra Crossing)
- 1977: Suspiria
- 1977: Ein schlichtes Herz (Un cuore semplice)
- 1978: Eine mörderische Karriere (Indagine su un delitto perfetto)
- 1979: Geständnis einer Nonne (Suor omicidi)
- 1979: Der Landvogt von Greifensee
- 1979: La Luna
- 1980: Horror Infernal (Inferno)
- 1981: Friedenszeit in Paris (Sezona mira a Parizu)
- 1982: Ein pikanter Traum (Sogni mostruosamente proibiti)
- 1988: Zwei Witwen für eine Leiche (A notre regrettable époux)
- 1991: Liebe ohne Worte (La bocca)
- 1993: Zeit des Zorns (Il lungo silenzio)
- 1995: Ein Sommer am See (A Month by the Lake)
- 1999: Il dolce rumore della vita
- 2001: Semana Santa – Die Bruderschaft des Todes (Semana Santa)

### Fernsehen
- 1959: I figli di Medea
- 1961: Il caso Mauritius
- 1963: Combat! (Serie, eine Folge)
- 1964: Desencuentro (Serie)
- 1964: Dr. Kildare (Serie, drei Folgen)
- 1974: Il consigliere imperiale
- 1978: Les grandes conjurations: Le tumulte d’Amboise
- 1979: L’altro Simenon (Serie)
- 1980: L’eredità della priora (Miniserie)
- 1983: Dramma d’amore (Miniserie)
- 1983: Piccolo mondo antico (Miniserie)
- 1992: Una vita in gioco 2 (Miniserie)
- 1993: Mord in der Toskana (Miniserie)
- 1999: Vino Santo – Es lebe die Liebe, es lebe der Wein